# صدرآباد (میبد)
صدرآباد روستایی در دهستان صدرآباد بخش ندوشن شهرستان میبد استان یزد ایران است.

## جمعیت
بر پایه سرشماری عمومی نفوس و مسکن در سال ۱۳۹۵ جمعیت این مکان ۵۰۹ نفر (۱۶۲خانوار) بوده‌است.